# Pedopenna
Pedopenna daohugouensis
Genre
Espèce
Pedopenna (pied plumeux) est un genre fossile de dinosaures à plumes, un théropode paravien basal. Ce genre de dinosaures est représenté par une espèce unique, Pedopenna daohugouensis.

## Classification
Le genre Pedopenna et l'espèce Pedopenna daohugouensis sont décrits en 2005 par Xu  & Zhang (d),.

### Découverte et datation
Un seul spécimen de cette espèce a été découvert, dans la formation géologique de Daohugou, en Mongolie-Intérieure, région autonome de la République populaire de Chine. L'âge de cette formation fait débat, allant du Jurassique moyen au début du Crétacé. La majorité des études attribue cette formation à la fin du Jurassique moyen ou au début du Jurassique supérieur.

## Description
La longueur totale de P. daohugouensis est probablement inférieure à un mètre, mais comme cette espèce n'est connue que par les restes de ses pattes arrière, l'estimation de la longueur réelle est difficile.
Les pieds de Pedopenna ressemblent à ceux des troodontidés et droméosauridés apparentés (rassemblés parfois dans le groupe Deinonychosauria), mais sont dans leur ensemble plus primitifs. En particulier, le deuxième orteil de Pedopenna n'est pas aussi spécialisé que celui des deinonychosaures. Alors que Pedopenna possède une griffe élargie et le deuxième orteil légèrement raccourci, celle-ci n'est pas aussi développée que les griffes fortement incurvées, en forme de faucille, de ses parents.

### Publication originale
- [2005] (en) Xing Xu et Fucheng Zhang, « A new maniraptoran dinosaur from China with long feathers on the metatarsus », Naturwissenschaften, vol. 92, no 4,‎ 2005, p. 173-177 (DOI 10.1007/s00114-004-0604-y).